# Charlie Chan Carries On
Pour plus de détails, voir Fiche technique et Distribution.
Charlie Chan Carries On est un film américain réalisé par Hamilton MacFadden, sorti en 1931.

## Synopsis
L'inspecteur Duff de Scotland Yard part sur les traces d'un meurtrier qui a commis des crimes à Londres, en France, en Italie et au Japon. Quand son bateau accoste à Honolulu, l'inspecteur est blessé et se trouve dans l'impossibilité de continuer la poursuite. Charlie Chan, son ami de la police d'Honolulu, le remplace. Après d'autres meurtres, Chan va finalement découvrir l'assassin.

## Fiche technique
- Titre : Charlie Chan Carries On
- Réalisation : Hamilton MacFadden
- Scénario : Barry Conners et Philip Klein d'après le roman éponyme de Earl Derr Biggers
- Musique : Samuel Kaylin
- Photographie : George Schneiderman
- Montage : Alfred DeGaetano
- Décors : Joseph C. Wright
- Costumes : Sam Benson
- Production : Sol M. Wurtzel, pour la Fox Film Corporation
- Tournage : du 3 janvier au 29 janvier 1931
- Pays de production : États-Unis
- Format : Noir et blanc - 35 mm - 1,37:1 - Mono
- Genre : Policier
- Durée : 76 minutes
- Date de sortie : États-Unis : 12 avril 1931

## Distribution
- Warner Oland : Charlie Chan
- John Garrick : Mark Kenaway
- Marguerite Churchill : Pamela Potter
- Warren Hymer : Max Minchin
- Marjorie White : Sadie
- C. Henry Gordon : John Ross
- William Holden : Patrick Tait
- George Brent : le capitaine Ronald Keane
- Peter Gawthorne : Inspecteur Duff
- John T. Murray : Docteur Lofton
- John Swor : Elmer Benbow
- Goodee Montgomery : Mme Benbow
- Jason Robards Sr. : Walter Honeywood
- Lumsden Hare : Inspecteur Hayley
- Zeffie Tilbury : Mme Luce

## Autour du film
- Warner Oland incarne pour la première fois le célèbre détective sino-américain, personnage qu'il va ensuite interpréter à maintes reprises jusqu'à sa mort en 1938.

- Le film est maintenant considéré comme perdu. Un remake, Charlie Chan's Murder Cruise, a été réalisé en 1940 par Eugene Forde avec Sidney Toler dans le rôle du détective.

## Source de la traduction
- (en) Cet article est partiellement ou en totalité issu de l’article de Wikipédia en anglais intitulé « Charlie Chan Carries On » (voir la liste des auteurs).